# Crvsko
Crvsko (en serbe cyrillique : Црвско) est un village de Serbie situé dans la municipalité de Sjenica, district de Zlatibor. Au recensement de 2011, il comptait 76 habitants.

## Démographie
| 1948 | 1953 | 1961 | 1971 | 1981 | 1991 | 2002 | 2011 |
| ---- | ---- | ---- | ---- | ---- | ---- | ---- | ---- |
| 335  | 386  | 456  | 550  | 345  | 175  | 140  | 76   |

|  |